# Quaestiones Mathematicae
Quaestiones Mathematicae est une revue scientifique internationale à comité de lecture dans le domaine des mathématiques. Le nom est généralement abrégé en Quaest. Math. La revue a été fondée en 1976. Elle est publiée par Taylor & Francis et paraît 12 fois par an.
Le rédacteur en chef est, en 2022, Themba Dube (département de mathématiques de l'Université d'Afrique du Sud).
La revue est indexée notamment par ZbMATH et Mathematical Reviews. À titre d'exemple, les premiers numéros du volume 44 (2021) comportent en tout quelque 1850 pages.